# Nowa Wieś (gmina Siemiątkowo)
Nowa Wieś – wieś w Polsce, położona w województwie mazowieckim, w powiecie żuromińskim, w gminie Siemiątkowo. Ma status sołectwa.
| SIMC    | Nazwa   | Rodzaj     |
| ------- | ------- | ---------- |
| 0125428 | Łopacin | przysiółek |

W latach 1975–1998 miejscowość należała administracyjnie do województwa ciechanowskiego.